# Charles Wilbert Snow
Charles Wilbert Snow (* 6. April 1884 auf Whitehead Island, St. George, Maine; † 28. September 1977) war ein US-amerikanischer Politiker und für einige Tage Gouverneur des US-Bundesstaates Connecticut. Er war Mitglied der Demokratischen Partei.

## Frühe Jahre und politischer Aufstieg
Snow graduierte 1907 am Bowdoin College und erhielt dann 1910 seinen Master an der Columbia University. Anschließend arbeitete er zwischen 1911 und 1912 als Eskimolehrer und Rentieragent in Alaska. Während des Ersten Weltkriegs war er Artillerieoffizier in der US Army. Snow hatte eine weitgehende Laufbahn als Lehrer, er unterrichtete an zahlreichen Universitäten und schrieb etliche Gedichtbände. 1940 war er Präsident des Connecticut Association Board of Education. Einige Zeit später entschied sich Snow eine politische Laufbahn einzuschlagen. Er kandidierte 1945 für das Amt des Vizegouverneurs von Connecticut, wo er nach erfolgreicher Wahl bis 1946 verblieb. 1946 kandidierte er erfolglos für das Amt des Gouverneurs.

## Gouverneur von Connecticut
Am 27. Dezember 1946 trat Gouverneur Raymond Earl Baldwin von seinem Amt zurück und Snow, der zu der Zeit das Amt des Vizegouverneurs innehatte, übernahm daraufhin die Amtsgeschäfte. Er hatte diese Funktion bis zum 8. Januar 1947.

## Weiterer Lebenslauf
1951 war er als Außenministeriumsvortragender in Europa und dem Nahen Osten tätig. Ferner war er Bildungskommissar und Vorsitzender der Middletown Board of Education mehr als 30 Jahre lang sowie maßgebend bei der Gründung des Middlesex Community College.